# Corona 55

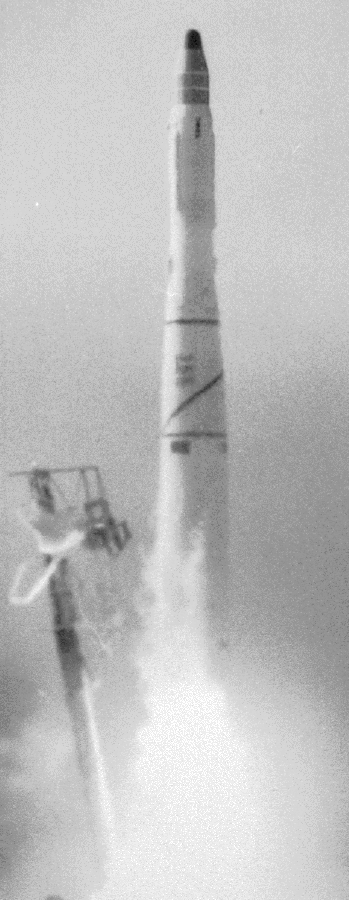
Start rakiety Thor Agena B z satelitą Corona 55 na pokładzie

Corona 55 – amerykański satelita rozpoznawczy. Był czternastym statkiem serii Keyhole-4 ARGON tajnego programu CORONA. Jego zadaniem było wykonanie wywiadowczych zdjęć Ziemi. 15% materiału filmowego było nieużyteczne z powodu flar i usterki obudowy aparatów fotograficznych.
Udane misje serii KH-4 wykonały łącznie 101 743 zdjęcia na prawie 72 917 metrach taśmy filmowej.

## Ładunek
- Dwa aparaty fotograficzne typu "Mural" o ogniskowej długości 61 cm i rozdzielczości przy Ziemi około 7,6 metra
- Dookólny detektor elektronów i protonów
- Detektory protonów o małych energiach
- Spektrometr elektronów
- Magnetometr
- Fotometry